# Стала Гаусса
В математиці стала Гаусса (позначається як {\displaystyle G}) визначається як обернене середнє арифметико-геометричне з 1 та квадратного кореня з 2:
{\displaystyle {\displaystyle G={\frac {1}{\operatorname {agm} \left(1,{\sqrt {2}}\right)}}=0{,}8346268\dots .}}
Стала була названа на честь Карла Фрідріха Гаусса, який у 1799 році довів, що
{\displaystyle G={\frac {2}{\pi }}\int _{0}^{1}{\frac {{\rm {d}}x}{\sqrt {1-x^{4}}}},}
а отже
{\displaystyle G={\frac {1}{2\pi }}\mathrm {B} \left({\frac {1}{4}},{\frac {1}{2}}\right),}
де {\displaystyle B} позначає бета-функцію.

## Зв'язок з іншими сталими
Стала Гаусса може бути використана для обчислення гамма-функції при значенні аргументу 1/4:
{\displaystyle {\displaystyle \Gamma {\bigl (}{\tfrac {1}{4}}{\bigr )}={\sqrt {2G{\sqrt {2\pi ^{3}}}}}}.}
Альтернативний варіант:
{\displaystyle {\displaystyle G={\frac {\Gamma {\bigl (}{\tfrac {1}{4}}{\bigr )}{}^{2}}{2{\sqrt {2\pi ^{3}}}}}},}
і, оскільки {\displaystyle \pi } та {\displaystyle \Gamma {\big (}{\tfrac {1}{4}}{\big )}} алгебраїчно незалежні, то стала Гаусса є трансцендентною.

## Лемніскатні сталі
Стала Гаусса може бути використана для визначення лемніскатних сталих.
Гаусс та інші використовували еквівалентний запис:
{\displaystyle \varpi =\pi G,}
який є лемніскатною сталою.
Однак Джон Тодд використовував іншу термінологію, визначаючи дві "лемніскатні сталі" {\displaystyle A} та {\displaystyle B}:
{\displaystyle {\begin{aligned}A&={\tfrac {1}{2}}\pi G={\tfrac {1}{2}}\varpi ={\tfrac {1}{4}}\mathrm {B} {\bigl (}{\tfrac {1}{4}},{\tfrac {1}{2}}{\bigr )},\\[3mu]B&={\frac {1}{2G}}={\tfrac {1}{4}}\mathrm {B} {\bigl (}{\tfrac {1}{2}},{\tfrac {3}{4}}{\bigr )}.\end{aligned}}}
Вони виникають при знаходженні довжини дуги лемніскати Бернуллі. {\displaystyle A} та {\displaystyle B} є трансцендентними, що було доведено Теодором Шнайдером відповідно у 1937 та 1941 роках.

## Інші формули
Формула для {\displaystyle G} у термінах тета-функцій Якобі має наступний вигляд:
{\displaystyle G=\vartheta _{01}^{2}\left({\rm {e}}^{-\pi }\right),}
а також у вигляді швидкозбіжного ряду:
{\displaystyle G={\sqrt[{4}]{32}}{\rm {e}}^{-{\frac {\pi }{3}}}\left(\sum _{n=-\infty }^{\infty }(-1)^{n}{\rm {e}}^{-2n\pi (3n+1)}\right)^{2}.}
Стала також задається нескінченним добутком
{\displaystyle G=\prod _{m=1}^{\infty }\operatorname {th} ^{2}\left({\frac {\pi m}{2}}\right).}
Аналогічно за формулою Валліса:
{\displaystyle G=\prod _{n=1}^{\infty }\left({\frac {4n-1}{4n}}\cdot {\frac {4n+2}{4n+1}}\right)={\biggl (}{\frac {3}{4}}\cdot {\frac {6}{5}}{\biggr )}{\biggl (}{\frac {7}{8}}\cdot {\frac {10}{9}}{\biggr )}{\biggl (}{\frac {11}{12}}\cdot {\frac {14}{13}}{\biggr )}\cdots }
А також вона випливає з визначених інтегралів:
{\displaystyle {\frac {1}{G}}=\int _{0}^{\frac {\pi }{2}}{\sqrt {\sin(x)}}\,{\rm {d}}x=\int _{0}^{\frac {\pi }{2}}{\sqrt {\cos(x)}}\,{\rm {d}}x,}
{\displaystyle G=\int _{0}^{\infty }{\frac {{\rm {d}}x}{\sqrt {\operatorname {ch} (\pi x)}}}.}
Стала Гаусса у вигляді ланцюгового дробу має вигляд  {\displaystyle [0,1,5,21,3,4,14,\dots ]}. (послідовність A053002 з Онлайн енциклопедії послідовностей цілих чисел, OEIS).

## Зовнішні посилання
- Gauss's constant and where it occurs. www.johndcook.com (амер.). 17 жовтня 2021.